# Melocichla
Genre
Melocichla est un genre d'oiseaux de la famille des Macrosphenidae.

## Liste des espèces
Selon la classification de référence du Congrès ornithologique international (version 6.4, 2016) :
- Melocichla mentalis (Fraser, 1843)
  - Melocichla mentalis amauroura (Pelzeln, 1883)
  - Melocichla mentalis luangwae (Benson, 1958)
  - Melocichla mentalis mentalis (Fraser, 1843)
  - Melocichla mentalis orientalis (Sharpe, 1883)